# 高青路駅
座標: 北緯31度9分31秒 東経121度30分45秒 / 北緯31.15861度 東経121.51250度
高青路駅（こうせいろえき）は中華人民共和国上海市浦東新区に位置する上海地下鉄6号線の駅である。

## 駅構造
- 島式ホーム1面2線を有する地下駅。
- 駅構内は薄い珈琲色を基調にしている。

## 歴史
- 2007年12月29日 - 開業。
- 2009年12月31日 - 華夏西路駅方面にある渡り線の利用を開始。

## 隣の駅
上海軌道交通
■6号線
東明路駅 - 高青路駅 - 華夏西路駅